# Theo Girshausen
Theo Girshausen (* 28. Juni 1950; † 25. März 2006) war ein deutscher Theaterwissenschaftler.

## Leben
Girshausen studierte Theater-, Film- und Fernsehwissenschaft (TFF), Germanistik und Philosophie an der Universität zu Köln. Zu seinen Lehrern gehörten dort Erken, Hinck, Janke, Volkmann-Schluck und Bormann. Von 1975 bis 1977 war er als Tutor am Institut für Theater-, Film- und Fernsehwissenschaft der Universität Köln tätig. 1980 wurde er mit der Arbeit über das Thema „Heiner Müller und das Didaktische Theater der DDR“ an der Philosophischen Fakultät bei G. Erken promoviert. Er war zunächst als Lektor für den WDR in Köln tätig, parallel als Theaterkritiker. Ab 1980 hatte er eine Stelle als Wissenschaftlicher Mitarbeiter am Institut für Theater-, Film- und Fernsehwissenschaft der Universität Köln. Zwischen 1984 und 1990 wechselte er als Wissenschaftlicher Assistent an das Institut für Theaterwissenschaft der Freien Universität Berlin. Er habilitierte sich 1990 an der FU Berlin mit der Schrift Ursprungszeiten des Theaters, das Theater der Antike. Funktionen, Formen und Entwicklungen des Theaters in der Antike, dem Mittelalter und der italienischen Renaissance. Der Habilitationsvortrag wurde zum Thema Verlust der Maßstäbe? Zur poststrukturalistischen Medientheorie gehalten. 1994 erhielt Girshausen einen Ruf an die Universität Leipzig. Er hatte wesentlichen Anteil am Aufbau des Instituts für Theaterwissenschaft Leipzig, das sich gegenwärtig im „Rothen Kolleg“ der Universität Leipzig befindet.
International bekannt wurde Girshausen mit seiner Habilitationsschrift, die die Entstehung des antiken Theater grundlegend darstellt und wissenschaftstheoretisch einordnet. Das von ihm bearbeitete dtv-Theaterlexikon wurde ein gefragtes Standardwerk.
Er hat zudem zahlreiche Schriften zu B.K. Tragelehn und Heiner Müller veröffentlicht und galt als Müller-Experte. Anlässlich des 75. Geburtstags von Heiner Müller im Jahre 2004 war Theo Girshausen zusammen mit Günther Heeg Initiator der Heiner Müller-Konferenz „Theatrographie – Heiner Müllers Theater der Schrift“.

## Schriften
- Die Hamletmaschine. Heiner Müllers Endspiel. Prometh-Verlag, Köln 1978.
- Realismus und Utopie, die frühen Stücke Heiner Müllers. Prometh-Verlag, Köln 1981, ISBN 3-922009-36-0.
- B.K. Tragelehn – Theaterarbeiten. Edition Hentrich, Berlin 1988.
- dtv-Theaterlexikon. Band 2: Epochen, Ensembles, Figuren, Spielformen, Begriffe, Theorien. dtv, München 1996 ff.
- Ursprungszeiten des Theaters. Das Theater der Antike. Vorwerk 8, Berlin 1999, ISBN 3-930916-14-2.